# Ducula nicobarica
La dúcula de Nicobar (Ducula nicobarica) es un ave columbiforme de la familia Columbidae.

## Distribución geográfica
Es endémico de las islas Andamán y Nicobar, pertenecientes a la India.

## Estado de conservación
Está amenazada por la pérdida de hábitat y por su caza.